# Irving Reis
Irving Reis (New York, 7 maggio 1906 – Woodland Hills, 3 luglio 1953) è stato un regista, sceneggiatore e direttore della fotografia statunitense.
Ha lavorato anche come produttore e regista di programmi radiofonici.

## Filmografia parziale

### Regia
- The Business of Love (1925) - anche direttore della fotografia
- The Gay Falcon (1941)
- A Date with the Falcon (1942)
- The Falcon Takes Over (1942)
- Dedizione (The Big Street) (1942)
- Hitler's Children, co-regia di Edward Dmytryk (1943)
- La banda dei falsificatori (Crack-Up) (1946)
- Vento di primavera (The Bachelor and the Bobby-Soxer) (1947)
- Erano tutti miei figli (All My Sons) (1948)
- Fuga nel tempo (Enchantment) (1948)
- Ho incontrato l'amore (Dancing in the Dark) (1949)
- La roccia di fuoco (New Mexico) (1951)
- Letto matrimoniale (The Fourposter) (1952)

### Sceneggiatura/Soggetto
- Time Out for Murder, regia di H. Bruce Humberstone (1938)
- King of Alcatraz, regia di Robert Florey (1938)
- King of Chinatown, regia di Nick Grinde (1939)
- Grand Jury Secrets, regia di James P. Hogan (1939)
- Gambler's Choice, regia di Frank McDonald (1944)

### Fotografia
- The Whirlwind, regia di Joe Rock (1922)
- Hollywood che canta (The Hollywood Revue of 1929), regia di Charles Reisner (1929)